# William Delgado Silva
William Enrique Delgado Silva (ur. 27 lutego 1951 w Caracas) – wenezuelski duchowny rzymskokatolicki, w latach 2005–2018 biskup Cabimas.

## Życiorys
Święcenia kapłańskie otrzymał 18 maja 1975 i został inkardynowany do archidiecezji Maracaibo. Pracował duszpastersko na terenie archidiecezji, był także kapelanem wojskowym.
3 listopada 1995 został mianowany biskupem pomocniczym Maracaibo oraz biskupem tytularnym Vazi-Sarra. Sakry biskupiej udzielił mu 16 grudnia 1995 abp Ramón Ovidio Pérez Morales.
14 kwietnia 1999 otrzymał nominację na biskupa El Vigia-San Carlos del Zulia, zaś 26 lipca 2005 został przeniesiony na stolicę biskupią w Cabimas.
14 września 2018 zrezygnował z urzędu.